# 莉萨·博阿廷
莉萨·博阿廷（義大利語：Lisa Boattin；1997年5月3日—），意大利女子足球运动员，司职左后卫，目前效力于尤文图斯足球俱乐部和意大利国家女子足球队。她曾代表意大利参加2022年欧洲女子足球锦标赛﹑2023年国际足联女子世界杯和2025年欧洲女子足球锦标赛等多场国际赛事。